# Niccolò Mornati
Niccolò Mornati (ur. 28 października 1980 w Mediolanie) – włoski wioślarz, reprezentant Włoch w wioślarskiej czwórce bez sternika podczas Letnich Igrzysk Olimpijskich w Sydney.

## Osiągnięcia
- Mistrzostwa Świata – Sewilla 2002 – czwórka bez sternika – 3. miejsce[1].
- Igrzyska Olimpijskie – Ateny 2004 – ósemka – 7. miejsce[1].
- Mistrzostwa Świata – Gifu 2005 – ósemka – 2. miejsce[1].
- Mistrzostwa Świata – Eton 2006 – ósemka – 2. miejsce[1].
- Mistrzostwa Świata – Monachium 2007 – czwórka bez sternika – 2. miejsce[1].
- Igrzyska Olimpijskie – Pekin 2008 – czwórka bez sternika – 11. miejsce[1].
- Mistrzostwa Świata – Poznań 2009 – ósemka – 6. miejsce[2].
- Mistrzostwa Europy – Brześć 2009 – ósemka – 5. miejsce[2].
- Mistrzostwa Europy – Montemor-o-Velho 2010 – dwójka bez sternika – 2. miejsce[2].